# Vogue Polska
«Vogue Polska», також «Vogue Poland» (укр. Vouge Польща) — польське видання американського щомісячного журналу про моду та стиль життя «Vogue». Журнал виходить з лютого 2018 року і є двадцять третім локальним виданням «Vogue».

## Історія видання
У червні 2017 року було оголошено про підготовку польського видання Vogue, головним редактором якого стане Філіп Ніденталь. Місцевий видавець Visteria підписав 5-річну ліцензійну угоду з видавцем оригінальної американської версії журналу «Condé Nast», яку згодом було продовжено ще на п'ять років. Друкований журнал та його вебсайт були запущені одночасно 14 лютого 2018 року. Тираж першого номера становив 160 000 примірників, а на його обкладинці були зображені польські моделі Аня Рубік і Малґося Бела.

## Спеціальні випуски та додатки
«Vogue Polska» опублікував низку разових і постійних спеціальних випусків та додатків, серед яких «Vogue Beauty», «Vogue Travel», «Vogue Living», «Vogue Man» та «Vogue Leaders».

## Суперечки
Обкладинка першого номера викликала суперечки в Польщі, оскільки фотограф Юрген Теллер зобразив Рубіка і Белу поруч із вінтажним радянським автомобілем «Волга» ГАЗ-24 на тлі варшавського Палацу культури й науки. У Польщі цей автомобіль і ця будівля сприймаються як символи сталінізму і комуністичного гніту, що викликало питання щодо політичного та ідеологічного профілю журналу й естетики, яку він мав намір пропагувати.